# Anàlisi independent de components
En el processament del senyal, l'anàlisi de components independents (ICA) és un mètode computacional per separar un senyal multivariant en subcomponents additius. Això es fa assumint que com a màxim un subcomponent és gaussià i que els subcomponents són estadísticament independents els uns dels altres. L'ICA va ser inventat per Jeanny Hérault i Christian Jutten el 1985. ICA és un cas especial de separació de fonts cegues. Un exemple comú d'aplicació d'ICA és el "problema del còctel" d'escoltar el discurs d'una persona en una habitació sorollosa.

## Introducció
L'anàlisi de components independents intenta descompondre un senyal multivariant en senyals independents no gaussians. Com a exemple, el so sol ser un senyal que es compon de l'addició numèrica, en cada moment t, de senyals de diverses fonts. Aleshores, la pregunta és si és possible separar aquestes fonts contribuents del senyal total observat. Quan la hipòtesi d'independència estadística és correcta, la separació cega ICA d'un senyal mixt dona molt bons resultats. També s'utilitza per a senyals que se suposa que no s'han de generar mitjançant la barreja amb finalitats d'anàlisi.
Una aplicació senzilla de l'ICA és el "problema del còctel", on els senyals de parla subjacents es separen d'una mostra de dades que consisteix en persones que parlen simultàniament en una habitació. En general, el problema es simplifica en assumir que no hi ha retards ni ecos. Tingueu en compte que un senyal filtrat i retardat és una còpia d'un component dependent i, per tant, no es viola el supòsit d'independència estadística.
Barreja de pesos per construir el {\textstyle M} senyals observats de la {\textstyle N} els components es poden col·locar en un {\textstyle M\times N} matriu. Una cosa important a tenir en compte és que si {\textstyle N} les fonts estan presents, almenys {\textstyle N} es necessiten observacions (per exemple, micròfons si el senyal observat és d'àudio) per recuperar els senyals originals. Quan hi ha un nombre igual d'observacions i senyals font, la matriu de mescla és quadrada ({\textstyle M=N}). Altres casos de subdeterminació ({\textstyle M<N}) i sobredeterminat ({\textstyle M>N}) han estat investigats.
L'èxit de la separació ICA de senyals mixtes es basa en dos supòsits i tres efectes de la barreja de senyals font. Dos supòsits:
1. Els senyals font són independents entre si.
2. Els valors de cada senyal font tenen distribucions no gaussianes.

Tres efectes de la barreja de senyals font:
1. Independència: segons el supòsit 1, els senyals font són independents; tanmateix, les seves barreges de senyals no ho són. Això es deu al fet que les barreges de senyal comparteixen els mateixos senyals font.
2. Normalitat: Segons el teorema central del límit, la distribució d'una suma de variables aleatòries independents amb variància finita tendeix a una distribució gaussiana. En termes generals, una suma de dues variables aleatòries independents sol tenir una distribució més propera a la gaussiana que qualsevol de les dues variables originals. Aquí considerem el valor de cada senyal com a variable aleatòria.
3. Complexitat: la complexitat temporal de qualsevol barreja de senyal és més gran que la del seu senyal font constituent més simple.

Aquests principis contribueixen a l'establiment bàsic de l'ICA. Si els senyals extrets d'un conjunt de mescles són independents i tenen distribucions no gaussianes o tenen poca complexitat, llavors han de ser senyals font.

## Aplicacions

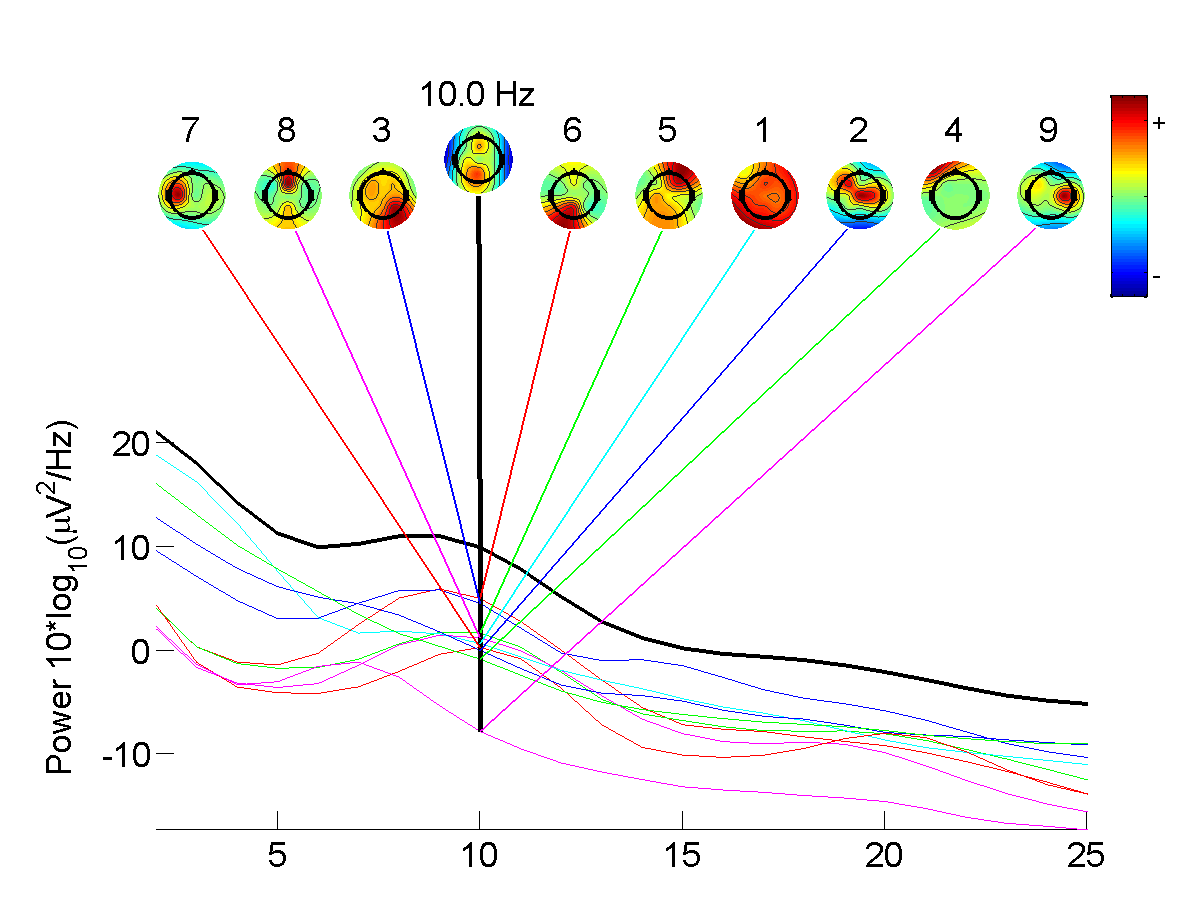
Anàlisi independent de components en EEGLAB

L'ICA es pot estendre per analitzar senyals no físics. Per exemple, s'ha aplicat l'ICA per descobrir temes de discussió en una bossa d'arxius de llistes de notícies.
Algunes aplicacions ICA s'enumeren a continuació:
- Imatge òptica de neurones[6]
- classificació d'espigues neuronals[7]
- reconeixement facial[8]
- modelar els camps receptius de les neurones visuals primàries[9]
- predicció dels preus de la borsa[10]
- comunicacions de telefonia mòbil[11]
- detecció basada en el color de la maduració dels tomàquets[12]
- eliminació d'artefactes, com ara parpelleig, de les dades d'EEG.[13]
- predir la presa de decisions mitjançant EEG[14]
- anàlisi dels canvis en l'expressió gènica al llarg del temps en experiments de seqüenciació d'ARN unicel·lular.[15]
- Estudis de la xarxa d'estats de repòs del cervell.[16]
- astronomia i cosmologia[17]
- finances[18]